# جامعة ميموريال في نيوفاوندلاند
جامعة ميموريال في نيوفاوندلاند هي جامعة عامة في كندا، تأسست عام 1925. تقع في مدينة سانت جونز وهارلو.

## إحصائيات
يبلغ عدد طلاب الجامعة 18,913 طالب، منهم 3,495 طالب دراسات عليا.

## وصلات خارجية
- الموقع الرسمي